# Lopérec
Lopérec is een gemeente in het Franse Kanton Faou dat behoort tot het departement Finistère (regio Bretagne) en telt 714 inwoners (1999). De plaats maakt deel uit van het arrondissement Châteaulin.

## Geografie
De oppervlakte van Lopérec bedraagt 40,2 km², de bevolkingsdichtheid is 17,8 inwoners per km².
De onderstaande kaart toont de ligging van Lopérec met de belangrijkste infrastructuur en aangrenzende gemeenten.

## Demografie
Onderstaande figuur toont het verloop van het inwonertal (bron: INSEE-tellingen).
1. ↑  Populations de référence 2022.